# Final (Java)
В мові програмування Java, службове слово final використовується в кількох варіантах для визначення чогось, що пізніше не може бути зміненим. final може використовуватися при роботі з даними, методами та класами.

## final та змінні
Багато мов програмування мають можливість повідомити компілятор, що певна змінна, або точніше частина інформації є «константою». В Java, final змінна може бути визначена (ініціалізована) лише один раз і більше не може змінюватися.
Приклад:
```
public
 
class
 
Sphere
 
{

    
public
 
static
 
final
 
double
 
PI
 
=
 
3.141592653589793
;
  
// this might as well be a constant

    
public
 
final
 
double
 
radius
;

    
public
 
final
 
double
 
xpos
;

    
public
 
final
 
double
 
ypos
;

    
public
 
final
 
double
 
zpos
;

    
Sphere
(
double
 
x
,
 
double
 
y
,
 
double
 
z
,
 
double
 
r
)
 
{

         
radius
 
=
 
r
;

         
xpos
 
=
 
x
;

         
ypos
 
=
 
y
;

         
zpos
 
=
 
z
;

    
}

    
[
...
]

}

```

### порожній final
Java дозволяє використання blank finals. Тобто полів класів, які визначені як final, але не ініціалізовані. У будь-якому випадку така змінна повинна бути ініціалізована перед тим, як з нею будуть працювати.

## final методи
Є дві причини використання final для методів. Перша — ви хочете заборонити перевизначення (англ. override) вашого методу у класах-нащадках (перевантаження (англ. overload) дозволене). А друга причина є чіткість, визначеність та продуктивність для роботи компілятора. Для попередніх версій Java друга причина мала значення. Але починаючи з Java SE5/6 final використовується лише, коли ви чітко хочете зазначити, що хочете заборонити перевизначення вашого методу.
Приклад:
```
public
 
class
 
MyClass
 
{

    
public
 
final
 
void
 
myFinalMethod
()
 
{...}

}

```

## final класи
Якщо ви визначаєте свій клас як final, то це означає, що ви не хочете щоб хтось породжував свої класи від вашого.
В Java standard library classes наприклад java.lang.System та java.lang.String.
Приклад:
```
public
 
final
 
class
 
MyFinalClass
 
{
…
}

```